# Кованцов Микола Іванович
Мико́ла Іва́нович Кованцо́в (02. 11. 1924, х. Соколов, нині Саратовська область, Росія — 01. 05. 1988, Київ) — радянський математик, доктор фізико-математичних наук, професор; наукові дослідження присвячені питанням лінійчатої геометрії, методики викладання та історії математики.

## Біографія
Народився 2 листопада 1924 року на хуторі Соколов, нині у Саратовській області Росії.
Навчався у Ташкентському університеті (1941–42), далі у Кзил-Ординському педагогічному інституті (Казахстан, 1944), у якому й працював після його закінчення.
У 1950–55 та 1957–60 роках — завідувач кафедри математики Запорізького педагогічного інституту. Дисертацію доктора фізико-математичних наук під назвою «Теорія комплексів» захищав у Московському державному університеті імені Ломоносова.
У 1960–88 роках був завідувачем кафедри геометрії Київського університету. З 1969 по 1974 рр. за сумісництвом працював на кафедрі вищої математики і керував аспірантурою зі спеціальності «Геометрія і топологія» у Київському педагогічному університеті; за цей час був науковим керівником Ломаєвої Т. В., Іл'яшенко В. Я., Гаврилюка О. М.

## Науковий доробок
Автор понад 200 наукових і науково-популярних праць.
Наукові дослідження присвячені питанням лінійчатої геометрії, методики викладання та історії математики.
У праці «Теорія комплексів» дослідив комплекси прямих у евклідовому та неевклідовому просторах.
Створив наукову школу з теорії лінійчатих многовидів. Був головою предметної комісії з математики при Міністерстві освіти.
Був ініціатором, організатором і головою оргкомітету 1-ї Всесоюзної геометричної конференції у Київському університеті в 1962 році.

## Нагороди
- Медаль ім. А. Макаренка (1961)

## Окремі праці
- Проективна геометрія: Навчальний посібник. Київ, 1969; 1985;
- Диференціальна геометрія: Навчальний посібник. Київ, 1973;
- Математика и романтика. Київ, 1976; 1980;
- Дифференциальная геометрия, топология, тензорный анализ: Сборник задач. Київ, 1989 (співавтор). (рос.)